# Rogue Entertainment
Rogue Entertainment war ein amerikanischer Spieleentwickler abgespalten von Id Software, der auf deren Technologiebasis Computerspiele entwickelte. Während der Entwicklung von Counter-Strike: Condition Zero wurde das Studio aufgegeben. Ein Teil der Belegschaft wechselte zu Nerve Software.

## Ludographie
- Strife (1996)
- Quake Mission Pack No. 2: Dissolution of Eternity (1997)
- Quake II Mission Pack: Ground Zero (1998)
- Quake II (1999) Portierung auf den Nintendo 64
- American McGee's Alice (2000)
- Counter-Strike: Condition Zero (unvollendet)